# Tramwaje w Besançon

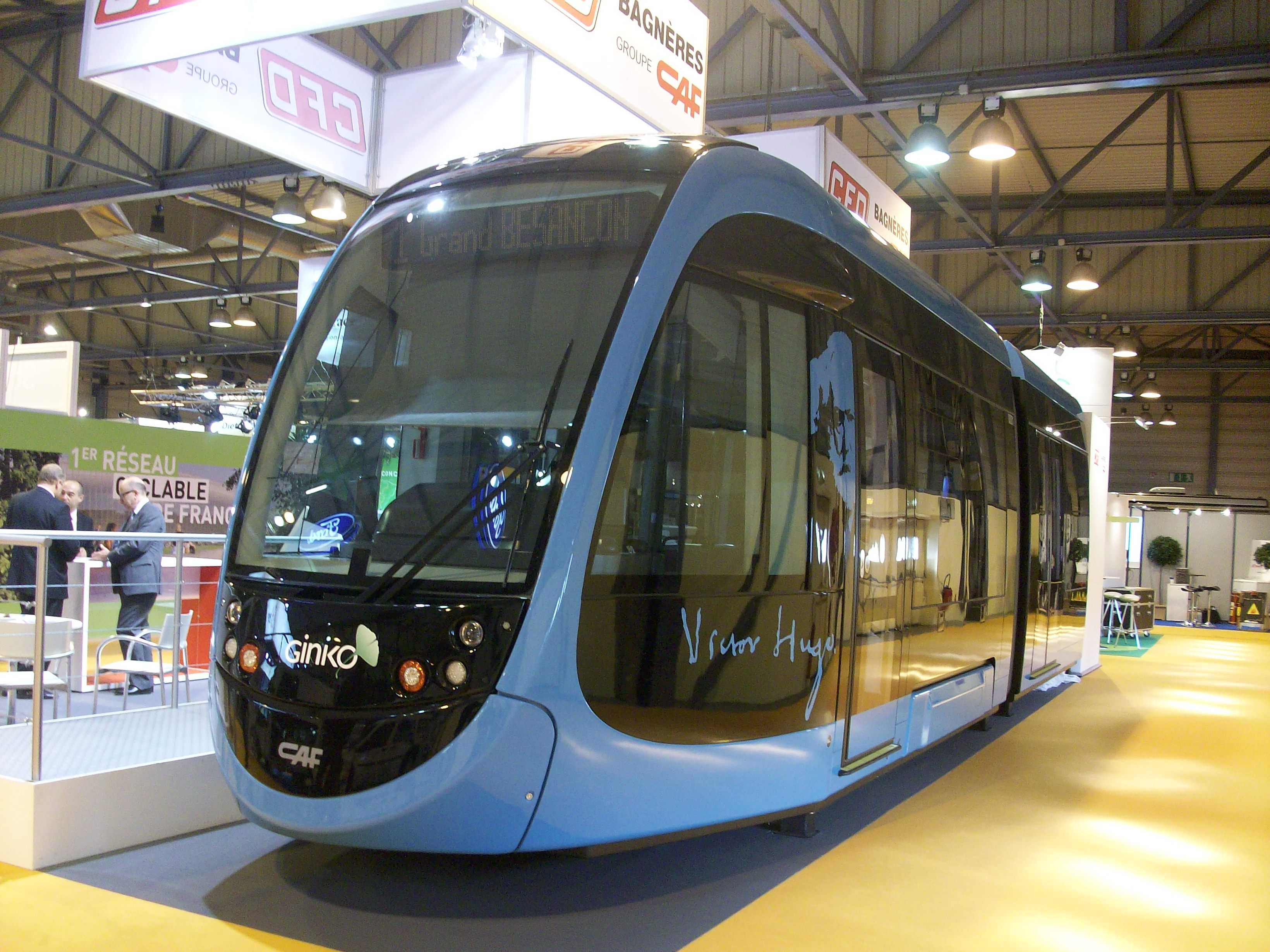
Tramwaj CAF Urbos dla Besançon

Tramwaje w Besançon − system komunikacji tramwajowej we francuskim mieście Besançon, działający w latach 1897−1952 oraz ponownie od 2014 roku. 

## Historia
Tramwaje w Besançon uruchomiono 21 marca 1897 roku. Wkrótce sieć składała się z trzech linii:
- 1: Saint-Claude - Tarragnoz
- 2: Les Chaprais - Porte Rivotte
- 3: Saint-Ferjeux - Hôtel de Ville

1 czerwca 1899 roku w wyniku wykolejenia się jednego z posiadanych wagonów wpadł on do rzeki. W latach 1902−1908 wybudowano kilka linii podmiejskich. Do obsługi sieci eksploatowano 16 dwuosiowych tramwajów oraz 2 wagonów doczepnych, które rzadko były wykorzystywane. W 1940 i 1943 roku sieć tramwajowa została częściowo zniszczona w czasie działań wojennych. Po 1945 roku sieć tramwajowa była w bardzo złym stanie, co doprowadziło do jej zamknięcia 25 grudnia 1952 roku. 

## Teraźniejszość
30 sierpnia 2014 otwarto nową sieć tramwajową liczącą 14,5 km, na którą składa się główna linia Hauts de Chazal − Chalezeuse, od której w okolicach  przystanku Parc Micaud odchodzi krótkie (2 przystanki) odgałęzienie do dworca Besançon-Viotte. Sieć jest obsługiwana przez dwie linie:
- T1: Hauts de Chazal − Chalezeuse;
- T2: Hauts de Chazal – Gare Viotte.

Do obsługi linii wykorzystywanych jest 19 trójczłonowych tramwajów CAF Urbos o długości 23 m. W związku z wysoką frekwencją pasażerów kursujące obecnie wagony Urbos osiągnęły kres swoich możliwości przewozowych. Wobec tego władze Besançon, razem z władzami Tuluzy i Brestu zamówiły w firmie Alstom nowe pięcioczłonowe wagony Citadis. W ramach tego zamówienia Besançon otrzyma 5 wagonów, Tuluza 9, a Brest 8.